# روي بوكانان
روي بوكانان (بالإنجليزية: Roy Buchanan)‏ هو موسيقي وعازف قيثارة أمريكي، ولد في 23 سبتمبر 1939 في أوزارك في الولايات المتحدة، وتوفي في 14 أغسطس 1988 في مقاطعة فيرفاكس في الولايات المتحدة بسبب شنق.

## وصلات خارجية
- روي بوكانان على موقع IMDb (الإنجليزية)
- روي بوكانان على موقع ميوزك برينز (الإنجليزية)
- روي بوكانان على موقع إن إن دي بي (الإنجليزية)
- روي بوكانان على موقع أول ميوزيك (الإنجليزية)
- روي بوكانان على موقع ديسكوغز (الإنجليزية)